# 6. Sinfonie (Sibelius)
Jean Sibelius’ sechste Sinfonie op. 104 wurde 1923 vollendet. Obwohl häufig geschrieben wird, sie sei in d-Moll komponiert, schreibt ihr die Partitur keine eigene Tonart zu. Ein Großteil der Sinfonie ist tatsächlich im Dorischen Modus komponiert. Wie bei den Sinfonien zuvor leitete der Komponist selbst am 19. Februar 1923 die Uraufführung mit dem Sinfonischen Orchester Helsinki ebendort. Gewidmet war sie Wilhelm Stenhammar, aber der Verlag hat die Widmungsseite verloren.

## Instrumentierung
Die Sinfonie ist ausgelegt für 2 Flöten, 2 Oboen, 2 Klarinetten, Bassklarinette, 2 Fagotte, 4 Waldhörner, 3 Trompeten, 3 Posaunen, Harfe, Pauke und Streicher.
Die Sinfonie hat vier Sätze: 
- Allegro molto moderato
- Allegretto moderato
- Poco vivace
- Allegro molto

## Wirkung
Die 6. Sinfonie von Jean Sibelius ist von dem Musikologen Gerald Abraham als die „Cinderella der sieben Sinfonien“ bezeichnet worden. Sibelius selbst schrieb im Jahr 1943, dass „die sechste Sinfonie ihn immer an den Duft des ersten Schnees erinnere“. In einer Bemerkung, die 1955 veröffentlicht wurde, sagte er: „Wut und Leidenschaft … sind unabdingbare Bestandteile in ihr, aber sie sind sehr effizient unter der Oberfläche der Musik verdeckt.“ Die Sinnlichkeit ist so verfeinert, dass Sibelius behaupten konnte, er biete, im Gegensatz zu den üppigen 'Orchestercocktails' seiner Zeitgenossen 'reines Quellwasser' an.
Die erste Schallplattenaufnahme machte am 8. Juni 1934 Georg Schnéevoigt mit dem „Finnischen National Orchester“ für His Master’s Voice.